# Leucocrinum montanum
Leucocrinum montanum là một loài thực vật có hoa trong họ Măng tây. Loài này được Nutt. ex A.Gray mô tả khoa học đầu tiên năm 1837.

## Hình ảnh

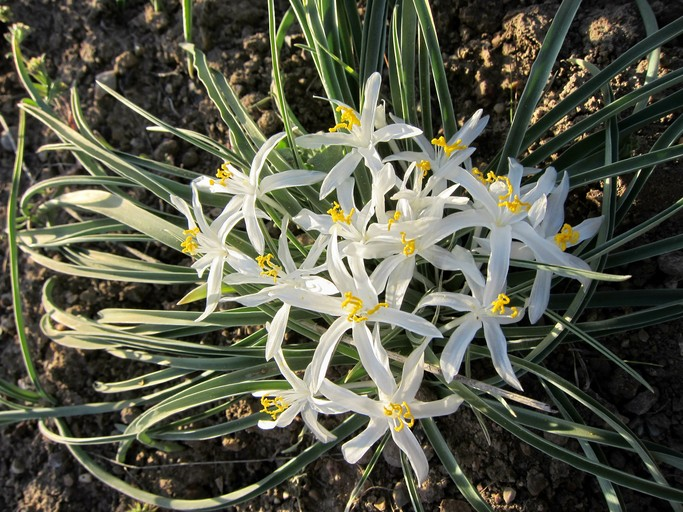
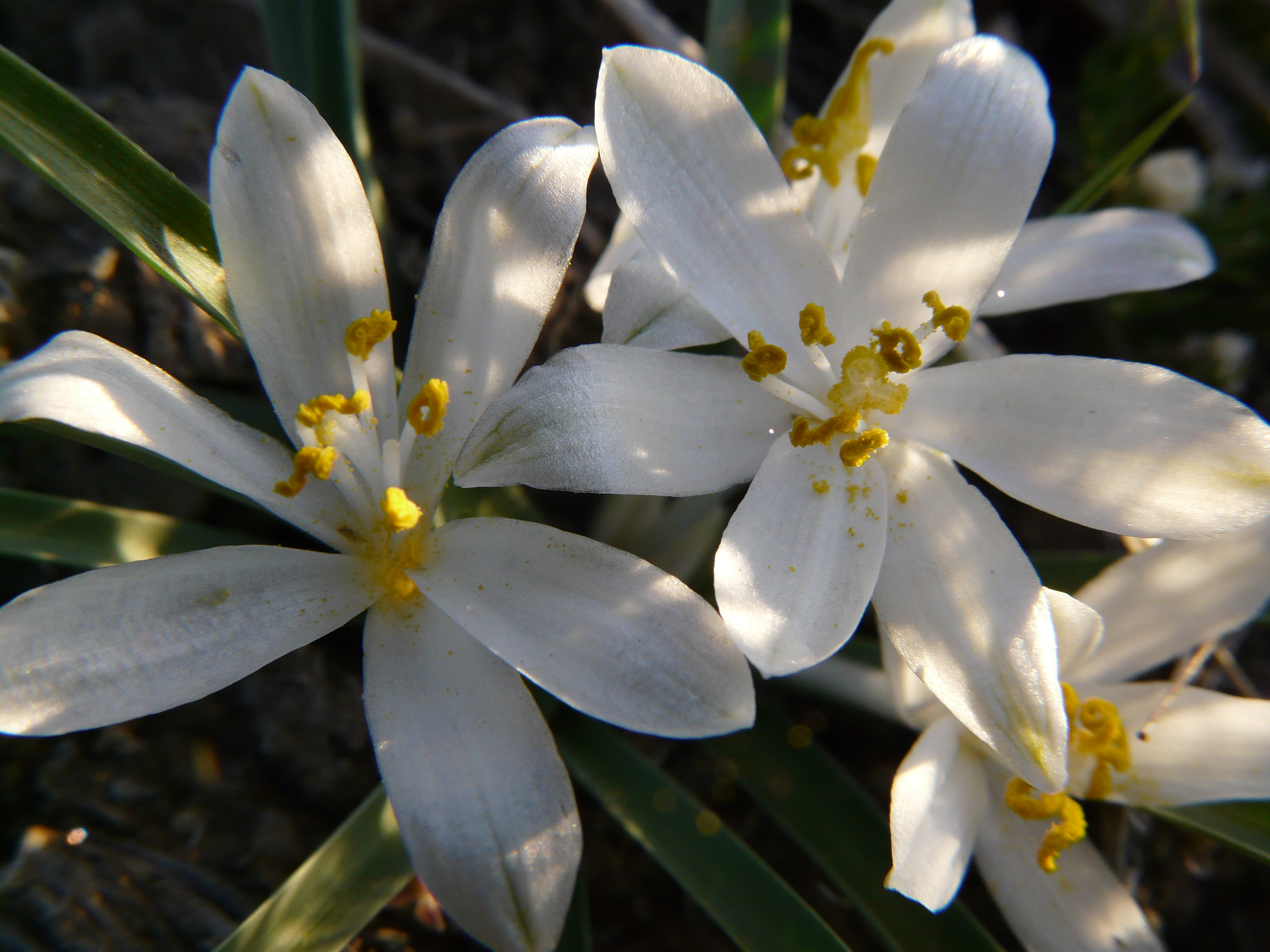